# Platba
Platba je úmyslné převedení peněžní částky jedné strany (firmy nebo jednotlivce) druhé straně. Obvykle se jedná o vyrovnání peněžního dluhu, např. úhrady kupní ceny, placení náhrady za škodu, nebo placení úvěru.
Anglické slovo payments se do češtiny někdy překládá jako platební styk.
Platba se provádí v termínu splatnosti, který je určen dohodnutými platebními podmínkami. V případě předčasné platby může být nabídnuta sleva. Malé částky, zejména v maloobchodním prodeji, se nejčastěji platí hotovými penězi nebo pomocí platební karty.

## Způsoby platby
- platba inkasem
- platba akreditivem
- platba penězi v hotovosti (např. dobírkou)
- platba platební kartou:
  - platba debetní kartou
  - platba kreditní kartou
  - platba charge kartou
  - platba elektronickou peněženkou
- platba šekem
- platba bankovním převodem (z účtu na účet)
- platba trvalým příkazem
- platba poštovní poukázkou
- mobilní platba
- bezkontaktní platba